# Karla Constant
Pour les articles homonymes, voir Constant.
Karla Andrea Constant Capetillo (née le 17 décembre 1972 à Valparaíso) est une journaliste et présentatrice de télévision chilienne.

## Biographie
En mai 2008, elle a épousé le producteur argentin Juan Salvador León après quatre mois de fréquentations. Les deux ont déménagé en Argentine et en Octobre de cette année était son seul fils, Pedro. Toutefois, à la mi-2011, Constant est retournée au Chili après sa séparation de son mari.

## Télévision

### Émissions
| Année     | Titre                            | Rôle                               | Chaîne   |
| --------- | -------------------------------- | ---------------------------------- | -------- |
| 1997      | Descolgados                      | Animatrice                         | UCV TV   |
| 1998-2003 | Si se la puede gana              | Animatrice                         | Canal 13 |
| 2000      | Esperando el 2001                | Animatrice                         | Canal 13 |
| 2001-2002 | Video loco                       | Animatrice                         | Canal 13 |
| 2001-2002 | La mañana del 13                 | Animatrice                         | Canal 13 |
| 2002      | Con ustedes                      | Animatrice                         | Canal 13 |
| 2002-2005 | Viva la mañana                   | Animatrice                         | Canal 13 |
| 2003      | Caído del cielo                  | Animatrice                         | Canal 13 |
| 2006      | La casa                          | Animatrice                         | Canal 13 |
| 2006      | Alfombra roja                    | Animatrice                         | Canal 13 |
| 2006      | Expedición Robinson, la isla VIP | Animatrice                         | Canal 13 |
| 2007      | Juntos, el show de la mañana     | Animatrice                         | Canal 13 |
| 2011      | 40 o 20                          | Animatrice                         | Canal 13 |
| 2012      | Mundos opuestos                  | Animatrice                         | Canal 13 |
| 2012      | Pareja perfecta                  | Animatrice                         | Canal 13 |
| 2012      | Vértigo                          | Elle-même (Gagnante du 8e épisode) | Canal 13 |
| 2013      | Mundos opuestos 2                | Animatrice                         | Canal 13 |
| 2013      | Sueño XL                         | Animatrice                         | Canal 13 |
| 2014      | El gran truco                    | Elle-même (Invitée)                | Canal 13 |
| 2014      | Morandé con compañía             | Elle-même (Invitée)                | Mega     |
| 2014      | Secreto a voces (SaV)            | Animatrice                         | Mega     |
| 2014      | Amor a prueba                    | Animatrice                         | Mega     |
| 2015      | The Switch: Drag Race            | Animatrice                         | Mega     |
| 2015      | Código Rosa                      | Animatrice                         | Mega     |

### Telenovelas
| Année     | Titre | Rôle      | Chaîne   |
| --------- | ----- | --------- | -------- |
| 2007-2008 | Lola  | Elle-meme | Canal 13 |

### Séries et unitaires
| Année | Titre           | Rôle | Chaîne   |
| ----- | --------------- | ---- | -------- |
| 2005  | Los Simuladores |      | Canal 13 |